# Sergio Endrigo
Sergio Endrigo (Pula, 15. lipnja 1933. – Rim, 7. rujna 2005.), talijanski kantautor tzv. genoveške škole. Pobijedio je na Festivalu u Sanremu 1968. sa skladbom Canzone per te (tal.: Pjesma za te), drugo mjesto osvojio je 1969. s Lontano dagli occhi (tal.: Daleko od očiju) i treće mjesto 1970. s L'arca di Noè (tal.: Noina arka). Sudjelovao je na Euroviziji  1968. sa skladbom Marianne. Tijekom svoje karijere surađivao je s pjesnicima poput Piera Paola Pasolinija, Viniciusa de Moraesa i Giuseppea Ungarettija te s glazbenicima poput Toquinha i Luisa Bacalova. Bio je blizak prijatelj Arsena Dedića od 1965. sve do svoje smrti te je na njega imao veliki utjecaj. Nastupio je i na splitskom festivalu s pjesmom Kud plovi ovaj brod 1970., a na hrvatskom je snimio i Dedićevu pjesmu Odlazak (1979.).

## Životopis
Sergio Endrigo rođen je 1933. godine u Puli, gdje mu je otac radio kao klesar. Otac mu umire kada je Sergiu bilo šest godina, a 1947., zajedno s brojnim istarskim Talijanima, odlazi s majkom iz Pule u Italiju, gdje gradi zapaženu kantautorsku karijeru. Premda je od 1965. navraćao u Hrvatsku te održavao koncerte, u svoju rodnu Pulu se vratio tek 1990. godine na poziv svojeg velikog prijatelja Arsena Dedića.

## Ostavština
Skulptura "Noina arka" nazvana po Endrigovoj pjesmi "L'arca di Noe" o egzodusu pulskih Talijana brodom Toscana u Italiju 1947. postavljena je u pulskom parku nadomak Arene u čast na kantautora.

## Prepjevi
Arsen Dedić snimio je više obrada i prepjeva Endrigovih pjesama:
- La prima compagnia - Prva ljubav (1975.)
- Ofelia - Ofelija (1973.)
- Adesso si (1979.)
- La colomba - Golubica (1983.)
- Mani bucate - Rasipne ruke (2012.)
- 1947 (2015.)

Endrigova "1947" za nosač zvuka s jazz-obradama Endrigovih pjesama bila je posljednja pjesma koju je Dedić snimio prije smrti. Nosač zvuka s mnogim Endrigovim skladbama u izvedbi hrvatskih i slovenskih umjetnika "1947- hommage a Sergio Endrigo" objavljen je u Puli 2012.
Vice Vukov 1964. je prepjevao Endrigovu pjesmu "Aria di neve" pod nazivom "Snježno vrijeme".

## Autorski sporovi
S glazbenikom Luisom Bacalovom Endrigo se dugo sporio na sudu za autorstvo motiva koji je Bacalov uporabio za temu filma Il postino (tal.: Poštar) koja je posvema nalikovala notama Nelle mie notti (tal.: U mojim noćima), pjesmi koju je Endrigo napisao s Riccardom Del Turcom 1974. godine. Slučaj je zaključen u rujnu 2013. Bacalovim priznanjem o glazbenom autorstvu preuzetu od Endriga, Del Turca i tekstopisca Paola Margherija.

## Više informacija
- Le colt cantarono la morte e fu... tempo di massacro

## Vanjske poveznice
- Via Broletto - Kud plovi ovaj brod - Io che amo solo te  Arhivirana inačica izvorne stranice od 6. ožujka 2016. (Wayback Machine), Arsen Dedić i Sergio Endrigo, 1981. (HRT)
- umjetnikovo službeno mjesto
- Istria on the Internet, Prominent Istrians - Sergio Endrigo (na talijanskom)